# Luis Jufré de Loaysa y Meneses
Luis Jufré de Loaysa y Meneses (Santiago, 1566—ibidem, 1611) fue un militar y funcionario colonial español nacido en Santiago de Nueva Extremadura, hijo del general Juan Jufré, fundador de la ciudad argentina de San Juan, y de doña Constanza de Meneses. Siguió las huellas de su padre, tanto en las empresas de guerra como en las actividades industriales. Se lo consideraba fundador de la ciudad de San Luis, pero nuevas investigaciones han revelado que no lo hizo de manera efectiva. Tampoco existe ningún documento fundacional con acta, plano, reparto de solares (lotes), etcétera, por lo que se considera que el verdadero fundador de San Luis fue el Gobernador de Chile Tomás Marín de Poveda junto con el Cabildo local en 1691. 
Fue regidor y Alférez real de Santiago en 1581 y en 1593 Martín García Oñez de Loyola lo nombró su Lugarteniente de Capitán General y Corregidor de Cuyo. Reedificó la ciudad de San Juan y fundó la de San Luis, pagando de su propio caudal a los soldados que lo acompañaron.
Volvió a Chile en 1596, sufrió un proceso criminal y fue condenado a una multa en dinero y confinamiento en el mismo territorio chileno.
El 22 de agosto de 1611 hizo su testamento en la ciudad de Santiago, donde falleció ese mismo año. Había contraído matrimonio en 1588 con doña Francisca de Gaete y tuvo cinco hijos: Juan, Luis, Diego, Beatriz y Luciana. Si bien el fundador de San Luis firmaba Jufré, la forma Jofré aparece ya en documentos del siglo XVII y es la que adoptan sus descendientes.

## Fundación (frustrada o fraguada) de la ciudad de San Luis
La gobernación de Chile, encabezada por Martín García Oñez de Loyola, buscaba una salida al Atlántico y encomendó a Luis Jufré de Loaysa y Meneses la fundación de una ciudad en el camino hacia Buenos Aires. Pero nuevas investigaciones han esclarecido que en realidad no se buscaba una fundación efectiva sino por el contrario  simular una fundación de papel. Los objetivos de Jufré y algunos de sus acompañantes era de mantener el territorio de La Punta y Conlara como un coto cerrado de caza de los santiaguinos, para poder extraer mano de obra barata aborigen. Y que esto llevó a que, durante algún tiempo, “San Luis” existiera en forma virtual, o fuera una “ciudad de papel” como señala el historiador  Guillermo Genini. Todo ello, primer y segunda tesis, lleva a concluir, que Jufré obró en forma fraudulenta e ilegal al simular fundar una ciudad de españoles. Las maniobras de fraude y el coto de caza llevaron a una feroz disputa entre encomenderos de Chile y de Córdoba por los aborígenes de San Luis –que estudié en otro trabajo corto mío de estos últimos años- que abarcó los años 1595-1635, y que despoblaron absolutamente la zona.
Descartado que la ciudad real de San Luis procediera de 1594, y que tampoco proviniera de 1643, cuando intentó “reubicarla”, el corregidor de la Guardia Berberana, queda por último resolver el tema de quién fue el verdadero fundador de la ciudad de San Luis. Esta que tenemos, que es la ciudad real.
Por lo tanto, el Gobernador de Chile Tomás Marín de Poveda, que pasó por esta zona en 1691 haber sido el verdadero fundador de nuestra ciudad. Así lo informa él al rey de España, cuando le dice que cuando vino halló “que la población de sus vecinos era muy deforme y desigual a la vida política y sociable porque siendo muy pocas las casas de su vecindad […] estaban repartidas en mucha distancia y ordené que se redujesen a la cercanía de la iglesia parroquial repartiéndoles solares para que en ellos pudieran fabricar sus casas y formar plaza y calles para los usos públicos de su conveniencia”.

## Toponimia
San Luis de Loyola Nueva Medina de Rioseco: El nombre de San Luis le fue dado por Jufré en honor a San Luis Rey de Francia, también nombrado Santo Patrono de la Ciudad, debido a su fallecimiento el mismo día de fundación de la ciudad, 25 de agosto, aunque en el caso del santo su deceso se produjo en el año 1270, más de tres siglos antes.
De Loyola: En honor al capitán general de Chile Martín García Óñez de Loyola, quien ordenó a Jufré fundar la ciudad.
Nueva Medina de Rioseco: Por el lugar de nacimiento de Juan Jufré, padre de Luis Jufré, Medina de Rioseco, ciudad ubicada en la provincia de Valladolid, en España. 
Puntano: La historia demuestra que a partir de la observación topográfica hecha por cartógrafos navales españoles, en cuanto a que las sierras entraban en punta sobre "el mar" de la llanura sanluiseña, la nombraban "Sierras de la Punta". Y ese nombre se le aplicó al lugar donde se fundara la ciudad de San Luis. De allí proviene el gentilicio de "puntanos".
A medida que fueron pasando las décadas los primeros habitantes hicieron frente a las vicisitudes que la tierra les fue presentando. Una vez asentada la población en su emplazamiento actual, los registros determinan que la población fue en aumento hasta 1630, año en que la comarca padeció los efectos de la peste introducida desde el Tucumán y el Litoral.
A partir de 1650 se hizo notable el incremento de la ganadería puntana, merced a las recogidas de haciendas que se efectuaban en las pampas. De ese modo crecieron las estancias y fue posible comerciar activamente con Chile.
Las primeras autoridades de la ciudad fueron Gabriel Rodríguez de León (alcalde), García de Reinoso (alcalde), el capitán Juan de Barreda Estrada (funciones de Justicia Mayor) y Alonso de Villegas (escribano público y a la vez a cargo del Cabildo).